# We wish you a merry Christmas
We wish you a merry Christmas is een traditioneel Engels kerstlied (Christmas Carol).
Het lied vindt zijn oorsprong in het typisch Angelsaksische gebruik om als Carol Singers langs de deuren te gaan, en een beloning terug te verwachten voor de ten gehore gebrachte kerstliedjes. In deze tekst is zelfs expliciet sprake van het vragen om een beloning namelijk in de vorm van Figgy Pudding (waarmee de traditionele Engelse kerstpudding wordt bedoeld). Overigens is dit een van de zeldzame kerstliederen waarin ook naar het nieuwe jaar wordt verwezen.
Het lied werd door vele artiesten gebruikt. Het eerste couplet was zelfs de opening van Gloria Estefans nummer Silver bells. Ook wordt het lied vaak als laatste nummer gezongen bij optredens van koren die kerstliedjes ten gehore brengen.
Hoewel het eerste gedeelte 'We wish you a merry Christmas' kan overkomen als een refrein, is dit feitelijk het eerste couplet. Het refrein begint steeds met 'Good tidings we bring'. Soms wordt gekozen om, na de vierde keer refrein, het lied af te sluiten met een herhaling van het eerste couplet ('We wish you a merry Cristmas').

## Tekst
De tekst van het liedje luidt:
| Engels | . . . . . | Nederlandse vertaling |
| --- | --------- | --- |
| We wish you a merry Christmas, We wish you a merry Christmas, And a happy New Year! Good tidings we bring To you and your kin; We wish you a merry Christmas And a happy New Year! Now bring us some figgy pudding, Now bring us some figgy pudding, And bring some out here! Good tidings we bring To you and your kin; We wish you a merry Christmas And a happy New Year! For we all like figgy pudding, We all like figgy pudding, So bring some out here! Good tidings we bring To you and your kin; We wish you a merry Christmas And a happy New Year! And we won't go till we've got some, We won't go till we've got some, So bring some out here! Good tidings we bring To you and your kin; We wish you a merry Christmas And a happy New Year! |           | Wij wensen je een vrolijk kerstfeest Wij wensen je een vrolijk kerstfeest En een gelukkig nieuwjaar! Goede berichten die we brengen Aan jou en je familie Wij wensen je een vrolijk kerstfeest En een gelukkig nieuwjaar! Breng ons nu een kerstpudding Breng ons nu een kerstpudding En breng wat naar hier! Goede berichten die we brengen Aan jou en je familie Wij wensen je een vrolijk kerstfeest En een gelukkig nieuwjaar! Want we houden allemaal van kerstpudding We houden allemaal van kerstpudding Zo breng nu wat hier! Goede berichten die we brengen Aan jou en je familie Wij wensen je een vrolijk kerstfeest En een gelukkig nieuwjaar! En we gaan niet weg voordat we wat hebben We gaan niet voordat we wat hebben Zo breng nu wat hier! Goede berichten die we brengen Aan jou en je familie Wij wensen je een vrolijk kerstfeest En een gelukkig nieuwjaar! |